# Barbara Clara
Barbara Clara Pereira (Maturín, 13 luglio 1981) è un'attrice ed ex modella venezuelana che vive e lavora in Italia.

## Biografia
Nasce in Venezuela da padre friulano e madre portoghese. Nel 2000 partecipa a "Miss Italia nel Mondo" e vince il concorso. Successivamente al lavoro di modella affianca quella dell'attrice. Ha formato con Andrea Delogu il duo musicale Cinema2, noto anche negli Stati Uniti, con cui fa parte del cast di Saturday Night Live from Milano. Dall'estate 2010 arriva il suo primo ruolo da protagonista nella soap opera CentoVetrine dove interpreta il personaggio di Viola Castelli.
Nel settembre 2012, gira un film intitolato Un'insolita vendemmia uscito nelle sale cinematografiche l'11 aprile 2013.

## Filmografia

### Cinema
- Un'insolita vendemmia, regia di Daniele Carnacina (2012)
- Vendetta!, regia di Joe Vignola – cortometraggio (2017)
- Non è un paese per giovani, regia di Giovanni Veronesi (2017)

### Televisione
- CentoVetrine, registi vari – serial TV (2010-2015)
- Purché finisca bene - La tempesta, regia di Fabrizio Costa – film TV (2014)
- Mario 2 – serie TV di Maccio Capatonda (2014)
- Matrimoni e altre follie, regia Laura Muscardin – serie TV (2015)
- L'Alligatore, regia di Emanuele Scaringi - serie TV, episodi 1x03-1x04 (2020)

## Programmi TV
- Miss Italia nel mondo (Rai 1, 2000) Concorrente, Vincitrice
- Miss Venezuela (Venevisión, 2004) Concorrente
- Saturday Night Live (Italia 1, 2008)